# Millen Brand
Millen Brand (* 19. Januar 1906 in Jersey City; † 19. März 1980 in New York City) war ein US-amerikanischer Autor von Romanen, Gedichten und Drehbüchern.

## Leben
Millen Brand wuchs in einer Arbeiterfamilie auf. Er absolvierte ein Journalistik-Studium an der Columbia University, das er 1929 mit dem B.A. abschloss. Im gleichen Jahr begann er eine Tätigkeit als Texter für die New York Telephone Company, die er bis 1937 ausübte. Von 1940 bis 1950 lehrte Brand als Lecturer an der University of New Hampshire und dem Writing Center der New York University.
1937 veröffentlichte Brand seinen ersten und erfolgreichsten Roman, The Outward Room. Er handelt von einer jungen Frau, die nach einem Nervenzusammenbruch und fehlgeschlagener ärztlicher Behandlung in New York wieder zu sich selbst und ihre große Liebe findet. Das auf dem Buch basierende Broadwaystück The World We Make von Sidney Kingsley lief 1939/40 am Guild Theatre (heute August Wilson Theatre).
Brand veröffentlichte weitere Romane, Jugendbücher und Gedichte, zum Teil als Beiträge in Anthologien und Literaturzeitschriften wie The New Yorker. Mehrfach thematisierte Brand, der kurzzeitig selbst als psychiatrische Hilfskraft tätig gewesen war, die Behandlung psychisch Kranker. 1948 schrieb er gemeinsam mit Frank Partos das Drehbuch für den Spielfilm Die Schlangengrube. Sie adaptierten den gleichnamigen autobiografischen Roman von Mary Jane Ward, der von ihren Erfahrungen in der Psychiatrie handelt. Für diese Arbeit wurden sie 1949 für einen Oscar in der Kategorie Bestes adaptiertes Drehbuch nominiert. Sie gewannen mit dem Drehbuch außerdem den von der Writers Guild of America vergebenen Award in den Kategorien Best Written Drama und Best Written Film Concerning Problems with the American Scene sowie den Robert Meltzer Award.
Gemeinsam mit Adrian Scott und Edward Dmytryk plante Brand die Verfilmung seines 1947 erschienenen Romans Albert Sears. Die Pläne zerschlugen sich jedoch, da die beiden zu den Hollywood Ten gehörten, welche die Aussage vor dem Komitee für unamerikanische Umtriebe verweigerten und zu Haftstrafen verurteilt wurden. 1953 wurde auch Brand aufgrund dieser Kontakte zu einer Anhörung geladen, die er mit Verweis auf den 5. Zusatzartikel verweigerte.
Von 1953 bis 1974 war Brand als Redakteur bei dem New Yorker Verlag Crown Publishers tätig. 1980 starb er mit 74 Jahren nach kurzer Krankheit in New York.
Brand war zweimal verheiratet, zunächst ehelichte er 1932 die Autorin Pauline Leader. Aus der Ehe gingen drei Kinder hervor. 1943 heiratete er Helen Mendelsohn, mit der er eine Tochter bekam. Auch diese Ehe wurde später geschieden.

## Werke (Auswahl)
- The outward room. Simon and Schuster, New York 1937.
  - Gang ins Licht. Aus dem Amerikanischen übertragen von Helmut Giese. Schünemann, Bremen 1939.
- The heroes. Simon and Schuster, New York 1939.
- Albert Sears. Simon and Schuster, New York 1947.
- Some love, some hunger. Crown Publishers, New York 1955.
- Savage sleep. Crown Publishers, New York 1968.
  - Wilder Schlaf. Aus dem Amerikanischen übertragen von Manja Wilkens. Schweizer Verlagshaus, Zürich 1971.
- mit John Hamberger: This little pig named Curly. Crown Publishers, New York 1968.
- mit George A. Tice: Fields of peace: a Pennsylvania German album. Doubleday, Garden City, N.Y. 1970.
- Local lives. C.N. Potter, New York 1975, ISBN 0-517-51998-4.